# Ивановка (Бесарабски район)
Ивановка (на молдовски: Ivanovca) е село, разположено в Бесарабски район, Молдова.

## Население
Населението на селото през 2004 година е 187 души, от тях:
- 99 – молдовани (52,94 %)
- 57 – украинци (30,48 %)
- 13 – руснаци (6,95 %)
- 12 – българи (6,41 %)
- 6 – гагаузи (3,20 %)